# Droga krajowa B487 (Niemcy)
Droga krajowa 487 (niem. Bundesstraße 487) – niemiecka droga krajowa, przebiegająca na osi wschód - zachód i jest połączeniem drogi B83 w Melsungen z drogą B7 w Hessisch Lichtenau w Hesji.
Droga, jest oznakowana jako B487 od połowy lat 60. XX w.